# هلن کریگ مک کالو
هلن کریگ مک کالو (انگلیسی: Helen Craig McCullough; ۱ ژانویهٔ ۱۹۱۸ – ۶ آوریل ۱۹۹۸) زبان‌شناس، و مترجم اهل ایالات متحده آمریکا بود.